# St. Brictius (Bewingen)

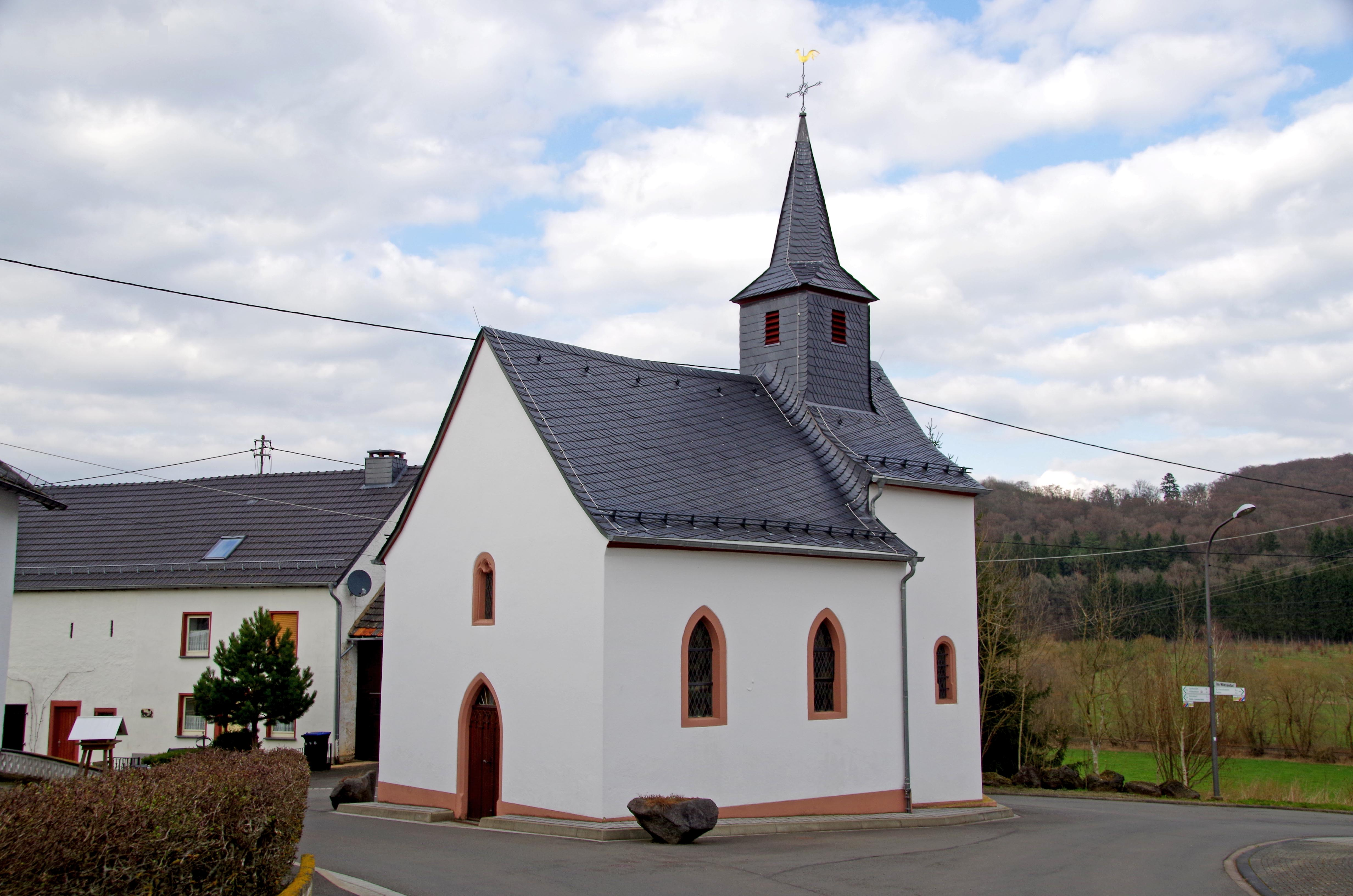
St. Brictius (Gerolstein-Bewingen)

Die Kirche St. Brictius (auch: St. Briktius oder Brixius-Kapelle) ist eine römisch-katholische Kirche in Bewingen (Ortsteil von Gerolstein) im Landkreis Vulkaneifel in Rheinland-Pfalz. Sie ist Filialkirche der Pfarrei Niederbettingen in der Pfarreiengemeinschaft Hillesheim im Bistum Trier.

## Geschichte
Das Kirchenschiff (mit Empore) wurde um 1650 errichtet, der Chor stammt von einer um 1500 gebauten Vorgängerkirche. Auf dem Chorgebäude thront ein Dachreiter.

## Ausstattung

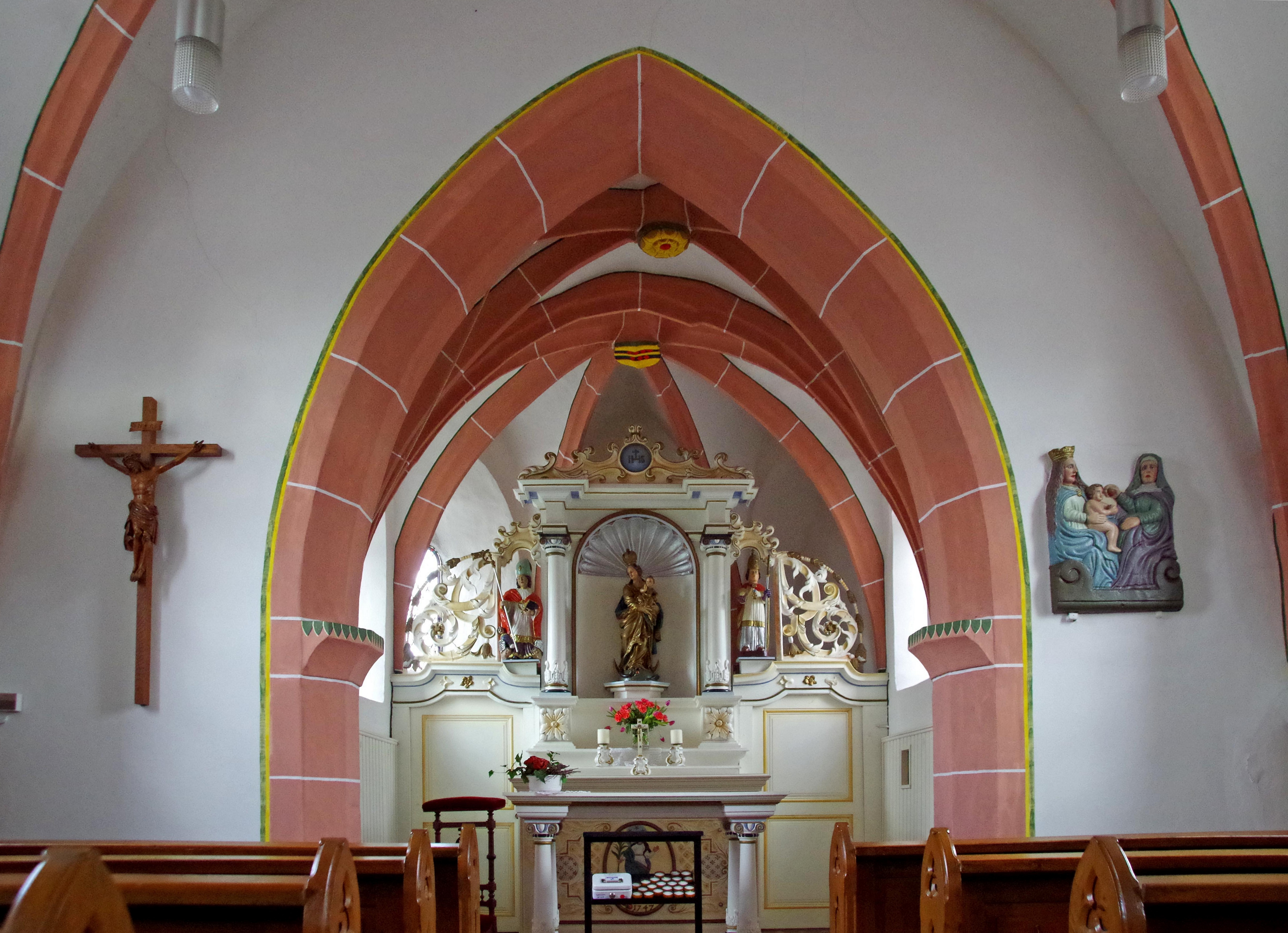
St. Brictius (Bewingen)

Im „prachtvoll restaurierten Chorraum“  steht ein Altar aus dem 17. Jahrhundert mit drei Statuen: in der Mitte die Muttergottes als Himmelskönigin mit Jesuskind, links der Kirchenpatron Brictius von Tours und rechts der Nebenpatron Cornelius, der (als Beschützer des Hornviehs) ein Horn in der rechten Hand trägt. Bemerkenswert sind zwei Sockelfiguren, welche die Konsolen der Gewölbe tragen.